# 塞韦里诺·安德烈奥利
塞韦里诺·安德烈奥利（義大利語：Severino Andreoli，1941年1月8日—），意大利男子自行车运动员。他曾代表意大利参加1964年夏季奥林匹克运动会自行车比赛，获得男子团体计时赛银牌。